# Figura nua (Casas)
Figura nua o Dona nua, d'esquena, és un oli sobre tela del pintor Ramon Casas realitzat a Barcelona el 1894. Aquesta obra es troba a la Fundació Rusiñol, més coneguda com el Cau Ferrat a Sitges (Barcelona).

## Descripció de l'obra i influències
Durant el temps en què havia estudiat a l'escola de Carolus Duran, a la seva primera estada a París, Casas va aprendre molt del seu mestre. Un dels aspectes en què més va influir Carolus sobre Cases va ser en aquest interès pel retrat femení.
Les lliçons de Carolus en aquest aspecte van ser realment decisives. Carolus era un dels retratistes més famosos entre les dames de l'alta societat de París i Casas va seguir el seu exemple, però entre la societat catalana. També va rebre d'ell la influència d'alguns nus, un gènere que el seu mestre també havia practicat.
Carolus era un gran admirador de Velázquez, que també seria un model a seguir pel jove Casas. L'interès per la tradició, per tant, li venia de la influència del seu mestre i també de la seva estada de quatre mesos a Madrid (1883) on va visitar el Museu del Prado i on va poder admirar l'obra de Velázquez, Ticià, Rubens, Boucher o Manet.
Sobre aquest últim,diu Antonio Urrutia:
"En el nu de Casas la modelo apareix sola, ben definida, però la resta del quadre queda bastant desdibuixat i amb prou feines podem distingir el divan. Fins i tot les línies del cos de la noia no semblen definitives. Es tracta, possiblement, d'una obra inacabada."
La modelo apareix tombada d'esquena amb el cos ben il·luminat i el cabell recollit, la qual cosa permet centrar l'atenció de l'espectador en el cos en si. Manté la cama que queda sota una mica flexionada i té un braç elevat, la qual cosa realça el tors. El cabell i la pell són elements de bellesa i sexualitat, però en aquest cas, el cabell de la model està recollit en un monyo centrant tota la nostra atenció sobre el cos i la pell, nacrada, suau i ben definida. D'altra banda cal destacar el tors, que és la “essència del nu” i les formes arrodonides que augmenten la bellesa i l'atractiu de la model. Un altre element a destacar com a element de sexualitat són les natges. Durant el segle xix les natges apareixien com un important símbol sexual i en aquest cas la model apareix d'esquena mostrant-lo de forma directa.
L'observació des de l'esquena s'ha relacionat directament amb la figura del "voyeur", ja que permet mirar sense que l'observada s'adoni. Una de les implicacions del nu d'esquena és la visió de “l'altra part” com alguna cosa que faltava. Ens dona, en definitiva, un altre punt de vista. El fet d'aparèixer d'esquena, ocultant el rostre, dirigeix la mirada de l'espectador cap a la resta del cos. Ocultar el rostre es converteix en una mostra comuna, en el nu modern, de pudor i vergonya de la model per estar mostrant-se nua. Ocultar el rostre evita la complicitat amb l'observador i, per tant, ella no dona el seu consentiment per ser observada. D'aquesta manera, ella no apareix com algú que vol despertar el desig de qui la mira. A més, en ocultar-ho, es converteix en algú anònim, la qual cosa evita la vergonya social de la model, però també accentua el misteri pel qual observa un cos però no sap de qui és.
La representació de nus va resultar afectada per la censura de l'època. El 1893, Ramon Casas no va poder exposar un bust de dona d'esquena en una exposició de l'Ateneu Barcelonès perquè un membre del jurat, que pertanyia al "Cercle Artístic de Sant Lluc", ho va rebutjar. Això va provocar una polèmica que va desencadenar en una exposició de nus en una galeria del carrer Portaferrisa. En el cas de l'obra "Flors desfullades", es va poder exposar l'obra a l'Exposició General de Belles Arts, però va ser silenciada per una part de la crítica.
El cos femení, està il·luminat amb una llum suau i difusa, repartida de forma molt natural. D'aquesta manera, l'espectador pot recórrer el cos de la joven de forma ininterrompuda. La nitidesa amb la qual està dibuixat el cos contrasta amb el fons desdibuixat i un divan que amb prou feines es percep.

## "Figura nua", un regal per a Santiago Rusiñol
Les obres que representaven dones nues podien ser contemplades als Salons a la fi del segle xix però també circulaven de forma privada. En alguns casos, les obres ni tan sols van arribar a exposicions de caràcter públic i les conservaven els mateixos pintors o els seus amics. És el cas d'aquesta obra que Ramon Casas la hi va regalar al seu amic Santiago Rusiñol, el qual la va guardar a la seva casa de Sitges, el “Cau Ferrat”.
Juntament amb aquesta, va guardar moltes altres obres seves entre les quals hi ha altres dos nus: “Nu femení amb guitarra” i “Nu”, ambdós de 1894. Segons descriuen Cristina Mendoza i Mercè Doñate a la seva obra “Ramón Casas, el pintor del Modernisme”, Rusiñol va haver de sentir-se "atret per la sensibilitat i la delicada sensualitat amb la qual el seu company representava aquest tema el qual ell no va arribar a abastar.